# Mogo de Malta
Mogo de Malta ist ein Ort und eine ehemalige Gemeinde (Freguesia) im portugiesischen Kreis Carrazeda de Ansiães. Die Gemeinde hatte 111 Einwohner (Stand 30. Juni 2011).
Am 29. September 2013 wurden die Gemeinden Mogo de Malta und Belver zur neuen Gemeinde União das Freguesias de Belver e Mogo de Malta zusammengeschlossen.